# آجون إيليجالي
آجون إيليجالي (مواليد 29 مايو 1969) هو مقدم برامج، رجل أعمال تركي من أصل أذربيجاني. في 2022 قامت شركته بشراء نادي هال سيتي.